# C. A. Lejeune
Caroline Alice Lejeune (Didsbury, 27 de marzo de 1897 - 31 de marzo de 1973) fue una escritora británica, conocida por su trabajo como crítica de cine para The Observer de 1928 a 1960. Fue una de las primeras críticas de cine periodísticas en Gran Bretaña y una de las primeras mujeres británicas en ejercer la profesión. Al principio de su carrera, entabló una duradera amistad con Alfred Hitchcock.

## Trayectoria
Lejeune nació el 27 de marzo de 1897 en Didsbury, Mánchester, siendo la más joven de una familia de ocho hermanos. Su madre, Jane Louisa, era hija del ministro no conformista Alexander Maclaren, y amiga de CP Scott y de Caroline Herford, quien era su madrina y la directora de la escuela Lady Barn House, donde recibió su educación primaria. Su padre, Adam Edward Lejeune, nacido en Frankfurt en 1845, de ascendencia hugonote, era un comerciante de algodón que llegó a Inglaterra después de hacer negocios en Frankfurt. Murió en Zúrich, Suiza, el 28 de octubre de 1899 cuando su hija tenía dos años. Junto con cuatro de sus hermanas (Franziska, Marion, Juliet y Hélène) recibió su educación secundaria en la Withington Girls' School, de la cual su madre, Scott, y Caroline Herford estaban entre las fundadores.
Tras dejar la escuela rechazó su ingreso en la Universidad de Oxford, a diferencia de sus hermanas, y estudió Literatura Inglesa en la Universidad Victoria de Mánchester.
Lejeune encontró trabajo escribiendo para The Manchester Guardian (ahora The Guardian), inicialmente como crítica musical. Sus principales intereses estaban en Gilbert y Sullivan, Verdi y Puccini. Sin embargo, cada vez sentía más entusiasmo por el cine. Su primera contribución a The Guardian sobre el cine comparó la "belleza de la línea" que vio en la actuación temeraria de Douglas Fairbanks en La marca del Zorro (1920) con los Ballets Rusos de Sergei Diaghilev.
Con su madre acompañándola, se mudó a Londres en 1921 y al año siguiente comenzó a escribir una columna para un periódico llamado The Week on the Screen. Fue en esa época cuando se hizo amiga de Hitchcock. En 1925 se casó con Edward Roffe Thompson, psicólogo y periodista. Su hijo, Anthony Lejeune, nació en 1928. Ese año dejó The Manchester Guardian por The Observer (que entonces no tenía conexión con el grupo Guardian), donde permaneció durante los siguientes 32 años, aunque también colaboró con otras publicaciones, como The New York Times, contribuyendo con artículos sobre cine británico a la sección de drama dominical del periódico estadounidense.
Escribió un libro sobre cine (1931), y sus críticas cinematográficas están antologadas en Chestnuts in her Lap (1947) y póstumamente en The CA Lejeune Film Reader (1991), editado por su hijo Anthony Lejeune. Durante la posguerra también fue crítica de televisión y adaptó libros para ese medio, escribiendo guiones para las series de televisión Sherlock Holmes de la BBC (1951), Clementina y Los tres rehenes.
Las críticas cinematográficas de Lejeune han sido comparadas durante mucho tiempo con las de Dilys Powell, cuyas críticas para The Sunday Times se superpusieron durante aproximadamente 21 años con los comentarios de Lejeune para The Observer. A diferencia de Powell, Lejeune se fue desilusionando cada vez más por varias tendencias en el cine y, poco después de haber expresado su disgusto por la película Peeping Tom de Michael Powell, renunció a The Observer tras el estreno de Psicosis de Hitchcock en 1960; se retiró de las proyecciones de prensa de ambas películas. Posteriormente, completó la última novela inacabada de Angela Thirkell, Three Score Years and Ten (1961) y escribió una autobiografía, Thank You for Having Me (1964).
Lejeune murió a los 76 años el 31 de marzo de 1973.  